# Platylabus alaskae
Platylabus alaskae är en stekelart som beskrevs av Heinrich 1962. Platylabus alaskae ingår i släktet Platylabus och familjen brokparasitsteklar. Inga underarter finns listade i Catalogue of Life.